# Nhóm ngôn ngữ Ả Rập Do Thái

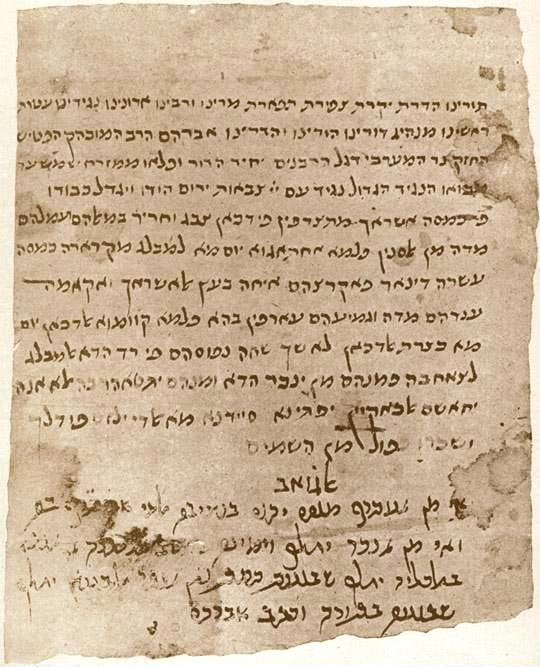
Một trang từ Cairo Geniza, một phần trong đó được viết bằng ngôn ngữ Ả Rập Do Thái

Nhóm ngôn ngữ Ả Rập Do Thái (tiếng Ả Rập: عربية يهودية; tiếng Hebrew: ערבית יהודיתע) là một cụm phương ngữ tiếng Ả Rập đặc biệt của người Do Thái trước đây được nói bởi người Do Thái ở Trung Đông và Bắc Phi. Thuật ngữ Judeo-Ả Rập cũng có thể ám chỉ tiếng Ả Rập cổ điển được viết bằng chữ Hebrew, đặc biệt là thời Trung cổ.
Nhiều tác phẩm quan trọng của người Do Thái, bao gồm một số tác phẩm tôn giáo của Saadia Gaon, Maimonides và Judah Halevi, ban đầu được viết bằng tiếng Ả Rập Do Thái vì đây là ngôn ngữ bản địa chính của các tác giả.

## Đặc điểm
Tiếng Ả Rập được nói bởi các cộng đồng Do Thái trong thế giới Ả Rập khác một chút so với tiếng Ả Rập của những "người hàng xóm" không phải là người Do Thái. Những khác biệt này một phần là do sự kết hợp của một số từ trong tiếng Hebrew và các ngôn ngữ khác và một phần do khoảng cách địa lý, theo cách có thể phản ánh lịch sử di cư. Ví dụ, tiếng Ả Rập Do Thái tại Ai Cập, bao gồm cả cộng đồng Cairo, giống với phương ngữ ở Alexandria hơn là ở Cairo (Blau). Tương tự, tiếng Ả Rập Do Thái Baghdad gợi nhớ đến phương ngữ Mosul. Nhiều người Do Thái ở các nước Ả Rập nói song ngữ tiếng Ả Rập Do Thái và tiếng địa phương của đa số người Hồi giáo.
Giống như các ngôn ngữ và phương ngữ Do Thái khác, các ngôn ngữ Ả Rập Do Thái có các từ vay mượn từ tiếng Hebrew và tiếng Aram. Đặc điểm này ít hiện diện trong các bản dịch Kinh thánh, vì các tác giả đã đưa ra quan điểm rõ ràng rằng công việc của một biên dịch viên là dịch.